# Aeroacústica
Aeroacústica é uma área de estudo da acústica que estuda a geração do som (ou ruído) gerado tanto através da movimentação turbulenta do fluido  ou através de forças aerodinâmicas interagindo com superfícies. A geração de ruído pode também ser associada com variações periódicas em escoamentos. Por não existir teorias científicas completas acerca da geração de som por escoamentos aerodinâmicos, estudos experimentais mostram-se de grande valor para tal estudo. A maioria dos resultados em estudos práticos são obtidos através da análise da chamada analogia aeroacústica onde as equações governantes da mecânica dos fluidos são combinadas com equação de onda clássica. Apesar de existirem várias analogias para a geração de som, a mais comum e mais utilizada é a analogia de Lighthill, proposta pela primeira vez por James Lighthill na década de 1950 quando a geração do som associada com motores a jato estava começando a ser estudada por cientistas da época. Aeroacústica computacional, de abreviação em inglês (CAA), é a aplicação de computadores programados para resolver, através de métodos numéricos, problemas aeroacústicos.

## Equações de Lighthill
Lighthill essencialmente rearranjou as equações de Navier-Stokes para um escoamento viscoso em uma equação de onda não homogênea assim fazendo uma analogia acústica com a mecânica dos fluidos. Para condições não relativísticas, a equação exata que governa a conservação de massa é dada por:
{\displaystyle {\frac {\partial \rho }{\partial t}}+\nabla \cdot \left(\rho \mathbf {v} \right)={\frac {D\rho }{Dt}}+\rho \nabla \cdot \mathbf {v} =0}
onde
{\displaystyle \rho } é a densidade do fluido.
A equação exata que apresenta a conservação do momento é dada por:
{\displaystyle {\rho }{\frac {\partial \mathbf {v} }{\partial t}}+{\rho \mathbf {v} \nabla \mathbf {v} }+\nabla p=0}
Multiplicando todos os termos da equação de conservação de massa por {\displaystyle \mathbf {v} } e somando à equação de conservação do momento, resulta em:
{\displaystyle {\frac {\partial }{\partial t}}\left(\rho \mathbf {v} \right)+\nabla (\rho \mathbf {v} \mathbf {v} )+{\nabla p}=0}
Note que {\displaystyle \mathbf {v} \mathbf {v} } é um tensor. Diferenciando a equação de conservação de massa em relação ao tempo e a equação de conservação do momento em relação ao espaço e subtraindo uma da outra resulta em:
{\displaystyle \nabla ^{2}p+{\frac {\partial ^{2}\rho }{\partial t^{2}}}=\nabla \cdot \left(\nabla p+{\frac {\partial }{\partial t}}(\rho \mathbf {v} )\right)}
E a combinação destas duas expressões resulta nas Equações de Lighthill:
{\displaystyle {\frac {\partial ^{2}\rho }{\partial t^{2}}}-c_{0}^{2}\nabla ^{2}\rho =\nabla \cdot \left({\frac {\partial }{\partial t}}(\rho \mathbf {v} )+\nabla (\rho \mathbf {v} \mathbf {v} )-{\frac {\partial }{\partial t}}(\rho \mathbf {v} )\right)}
que reescrita de maneira simplificada torna-se:
{\displaystyle {\frac {\partial ^{2}\rho }{\partial t^{2}}}-c_{0}^{2}\nabla ^{2}\rho =\nabla ^{2}(\rho \mathbf {v} \mathbf {v} )}
As expressões acima são as famosas equações de Lighthill da aeroacústica. Estas equações são as mesmas equações de onda já conhecidas, com exceção ao termo fonte posto no lado direito da equação. O produto {\displaystyle \mathbf {v} \mathbf {v} } representa o chamado stress tensor de Lighthill, comumente expressado como {\displaystyle T_{ij}}. A equação de Lighthill pode ser escrita utilizando-se a notação tensorial indicial na forma:
{\displaystyle {\frac {\partial ^{2}\rho }{\partial t^{2}}}-c_{0}^{2}\nabla ^{2}\rho ={\frac {\partial ^{2}T_{ij}}{\partial x_{i}\partial x_{j}}}}
onde {\displaystyle T_{ij}} é dado por
{\displaystyle T_{ij}=\rho u_{i}u_{j}+(p-\rho c_{0}^{2})\delta _{ij}+\sigma _{ij}}
e {\displaystyle \delta _{ij}} é o delta de Kronecker.
Cada uma destes termos referentes a fontes acústicas pode ter um significado especial na geração do som a depender das condições do escoamento. Geralmente aceita-se que o o termo {\displaystyle \sigma _{ij}} representa os efeitos da viscosidade que para os termos ligados à geração de som são geralmente várias ordens de magnitude menores que os termos ligados ao escoamento e podem consequentemente serem desprezados na maioria das situações. Na maioria dos estudos acústicos tantos esforços teóricos quanto computacionais são feitos com objetivo de solucionar os termos ligados às fontes acústicas nas equações de Lighthill.